# Национальный конгресс американских индейцев
 Национальный конгресс американских индейцев (НКАИ) (англ. National Congress of American Indians, NCAI) − организация, защищающая права коренных народов США − американских индейцев и коренных народов Аляски. Основана в 1944 году в ответ на политику правительства США, направленную на ассимиляцию и принудительное прекращение деятельности племенных правительств вопреки их договорным правам и суверенному статусу. Организация является ассоциацией признанных на федеральном уровне американских индейских племён.

## История
Исторически индейские народы американского континента редко объединяли силы вне племенных границ, определённых единством языка и культуры. НКАИ был основан, чтобы организовать племена как единую силу, противостоящую правительству США на переговорах. НКАИ должен был бороться против несоблюдения правительством договоров, противостоять политике ликвидации самоуправления и улучшать общественное мнение в отношении культуры индейских народов.
Хотя первоначально организация НКАИ была создана преимущественно индейцами, которые служили в Бюро по делам индейцев, на втором национальном съезде сотрудники Бюро были удалены с руководящих постов и из исполнительного комитета. Первым президентом НКАИ стал Наполеон Б. Джонсон, судья из Оклахомы. Секретарём-казначеем стал Дэн Мадрано, индеец кэддо, который также был членом законодательного собрания Оклахомы. Первым исполнительным секретарём (директором) организации стала поэтесса чероки Рут Маскрат Бронсон.

## Цели
В конце XX — начале XXI веков организация в качестве основных целей указывает следующие:
- Гарантировать индейцам все права согласно Конституции и соблюдение в отношении них всех законов США;
- Расширять и улучшать образовательные возможности, предоставляемые индейцам;
- Способствовать увеличению продуктивной занятости индейцев и развитию их племенных и индивидуальных возможностей;
- Увеличивать охват и качество медицинского обслуживания;
- Обеспечивать справедливое рассмотрение требований индейцев;
- Сохранять индейские культурные ценности.

## Конституция
Конституция НКАИ декларирует, что его члены стремятся сохранить для себя и своих потомков традиционные законы, права и выгоды. Она устанавливает правила и порядок относительно членства, полномочий, обязанностей и взносов. Установлены четыре категории членства: племенное, индивидуальное для индейцев, партнёрское индивидуальное, партнёрское для организаций. Право голоса имеют первые две категории. Согласно конституции любое племя или группа американских индейцев или коренных жителей Аляски может получить племенное членство, если выполняются следующие требования
- Значительное число членов группы проживают в одной резервации или в одном локальном регионе.
- Группа поддерживает племенную организацию с постоянными руководителями, средствами ведения бизнеса и с достаточно точным подсчётом своих членов;
- Группа не является просто частью или фракцией организованного племени, которое само избирается членом НКАИ.
- Группу признаёт племенем или идентифицируемой группой американских индейцев МВД, Суд Заявок, Комиссия Индейских Заявок. Организации индейцев или коренных жителей Аляски, зарегистрированные согласно общему законодательству штатов, не могут избираться племенными членами НКАИ.

## Структура организации
Организационная структура НКАИ включает генеральную ассамблею, исполнительный совет и семь комитетов. Высшие должностные лица − президент, первый вице-президент, секретарь, казначей, 12 региональных вице-президентов и 12 альтернативных региональных вице-президентов.

## Голосование
Каждое племя имеет некоторое число голосов в зависимости от размера:
- До 500: 100 голосов;
- От 501 до 1500: 110 голосов;
- От 1501 до 2500: 120 голосов;
- От 2501 до 3500: 130 голосов;
- От 3501 до 4500: 140 голосов;
- От 4501 до 5500: 150 голосов;
- От 5501 до 6500: 160 голосов;
- От 6501 до 7500: 170 голосов;
- Свыше 7500: 180 голосов.

## Достижения и кризис
Наибольших результатов в законодательной сфере НКАИ добился в 1950-е годы.
- В 1950 НКАИ повлиял на законодательство Аляски относительно возможности создания резерваций для коренных жителей.
- В 1954 НКАИ выиграл борьбу против законодательства, которое передавало штатам гражданскую и уголовную юрисдикцию над индейцами.

В последующее десятилетие критики НКАИ стали утверждать, что на его знамени следует написать «Индейцы, протестуйте!». Индейская молодёжь обвинила старшее поколение в предательстве и создала две более радикальные организации — Движение американских индейцев (AIM) и Национальный совет индейской молодёжи (NIYC).